# راب گرینبرگ
رابرت جی. "راب" گرینبرگ (به انگلیسی: Robert J. "Rob" Greenberg) فیلم‌نامه نویس، تهیه‌کننده و کارگردان آمریکایی است.

## آثار
- فریژر
- آشنایی با مادر
- بر فراز دریا